# Windows Presentation Foundation
Razvijen od strane Microsoft-a, Windows Presentation Foundation (WPF) je grafički podsistem za renderovanje korisničkog interfejsa u aplikacijama zasnovanim na Windows-u. WPF, prethodno poznat kao "Avalon", je inicijalno izdat kao dio .NET Framework 3.0. Umjesto oslanjanja na stariji GDI podsistem, WPF koristi DirectX. WPF pokušava da obezbijedi konzistentan model programiranja za izradu aplikacija i nudi jasnu razliku između korisničkog interfejsa i poslovne logike. Kao takav, on nosi blisku sličnost sa sličnim XML orijentisanim objektnim modelima, kao što su oni implementirani u XUL-u ili SVG-u.
WPF koristi XAML, izveden iz XML-a, da definiše i poveže različite UI elemente. WPF aplikacije mogu biti razvijene kao samostalni desktop programi, ili kao ugrađeni objekti u website-u. Ima za cilj da objedini niz zajedničkih interfejs elemenata, kao što su 2D/3D renderovanje, fiksirana i adaptivna dokumenta, tipografiju, vektorsku grafiku, runtime animacije i prerenderovana medija. Ovo elementi zatim mogu biti povezani i njima može biti manipulisano na različite događaje, korisničku interakciju i povezivanje podataka (data bindings).
WPF runtime biblioteke su uključene u sve verzije Windows-a od Windows Vista-e i Windows Server 2008. Korisnici Windows XP SP2/SP3 i Windows Server 2003 mogu opciono instalirati potrebne biblioteke.
Microsoft Silverlight koristi WPF da obezbijedi ugrađene web kontrole uporedive sa Adobe Flash-om, ali sa više fokusa na UI objektni model, a manje na animaciju. 3D runtime renderovanje nije podržato u Silverlight-u, ali je dostupno u ugrađenim WPF aplikacijama.